# Tetracme recurvata
Tetracme recurvata là một loài thực vật có hoa trong họ Cải. Loài này được Bunge miêu tả khoa học đầu tiên năm 1848.